# Aeroportul Fort Chipewyan
Aeroportul Fort Chipewyan (IATA: YPY, ICAO: CYPY) este un aeroport din Alberta, Canada. Aeroportul a fost tranzitat în 2010 de 9.788 de pasageri.
Situat la o altitudine de 232 m, aeroportul dispune de o singură pistă.